# Claus-Artur Scheier
Claus-Artur Scheier (* 8. September 1942 in Leipzig) ist ein deutscher Philosoph und Universitätsprofessor. Er lehrte auch nach seiner Emeritierung 2007 am Seminar für Philosophie der TU Braunschweig.

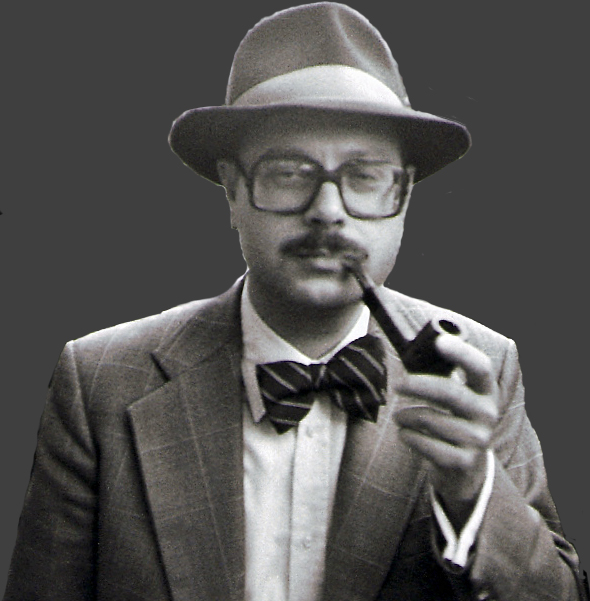
Claus-Artur Scheier (1983)

## Biographie
Scheier studierte Medizin, Psychologie und Philosophie in Hamburg und Freiburg i. Br. Im Jahr 1968 wurde er von der Medizinischen Fakultät promoviert. Seine Approbation erhielt er 1970. An der Universität Freiburg wurde er 1972 zum Doktor der Philosophie promoviert. Als Schüler von Heribert Boeder habilitierte er sich 1979 in Philosophie in Braunschweig, wo er 1982 den Lehrstuhl für Philosophie an der Technischen Universität Carolo-Wilhelmina zu Braunschweig erhielt. Seit 1990 ist er ordentliches Mitglied und von 2001 bis 2012 war er Generalsekretär der Braunschweigischen Wissenschaftlichen Gesellschaft (BWG).

## Arbeitsgebiete
Scheiers Philosophie umfasst die lange Geschichte der Metaphysik und die des antimetaphysischen Denkens des 19. und 20. Jahrhunderts, das in die sogenannte Postmoderne führt. Scheier nennt sie die mediale Moderne. Zu seinen Grundüberzeugungen gehört, dass Realisten notwendig Metaphysiker sein müssen. Spezielle Arbeitsgebiete sind die Kunstphilosophie oder Ästhetik sowie der Deutsche Idealismus, vor allem auch die Verbindung von Philosophie und Literatur.
Philosophische Autoren, zu denen Scheier maßgebliche Schriften vorgelegt hat, sind u. a. Friedrich Wilhelm Joseph Schelling, Friedrich Nietzsche, Ludwig Wittgenstein und Jean-Paul Sartre.

## Bücher
- Die Selbstentfaltung der methodischen Reflexion als Prinzip der Neueren Philosophie. Von Descartes zu Hegel. Karl Alber, Freiburg/München 1973, ISBN 3-495-47275-4.
- Analytischer Kommentar zu Hegels Phänomenologie des Geistes. Die Architektonik des erscheinenden Wissens. Karl Alber, Freiburg/München 1980, ISBN 3-495-47441-2.
- Kierkegaards Ärgernis. Die Logik der Faktizität in den Philosophischen Bissen. Karl Alber, Freiburg/München 1983, ISBN 3-495-47521-4.
- Nietzsches Labyrinth. Das ursprüngliche Denken und die Seele. Karl Alber, Freiburg/München 1985, ISBN 3-495-47578-8.
- als Hrsg.: Friedrich Nietzsche. Ecce auctor. Die Vorreden von 1886. Meiner, Hamburg 1990, ISBN 3-7873-0940-3.
- Wittgensteins Kristall. Ein Satzkommentar zur „Logisch-philosophischen Abhandlung“. Karl Alber, Freiburg/München 1991, ISBN 3-495-47678-4.
- Ästhetik der Simulation. Formen des Produktionsdenkens im 19. Jahrhundert. Meiner, Hamburg 2000, ISBN 3-7873-1532-2.
- Friedrich Nietzsche: Werke in sechs Bänden. Herausgegeben und mit Nachworten versehen von Claus-Artur Scheier. Meiner, Hamburg 2013.
- Luhmanns Schatten. Zur Funktion der Philosophie in der medialen Moderne. Meiner, Hamburg 2016, ISBN 978-3-7873-2998-4.[2]
- Die Metaphysik und der Motor. Ausgewählte Aufsätze (1988-2018). Herausgegeben von Nicole C. Karafyllis. Alber (Nomos), Baden-Baden 2022.